# Taxe locale sur la publicité extérieure

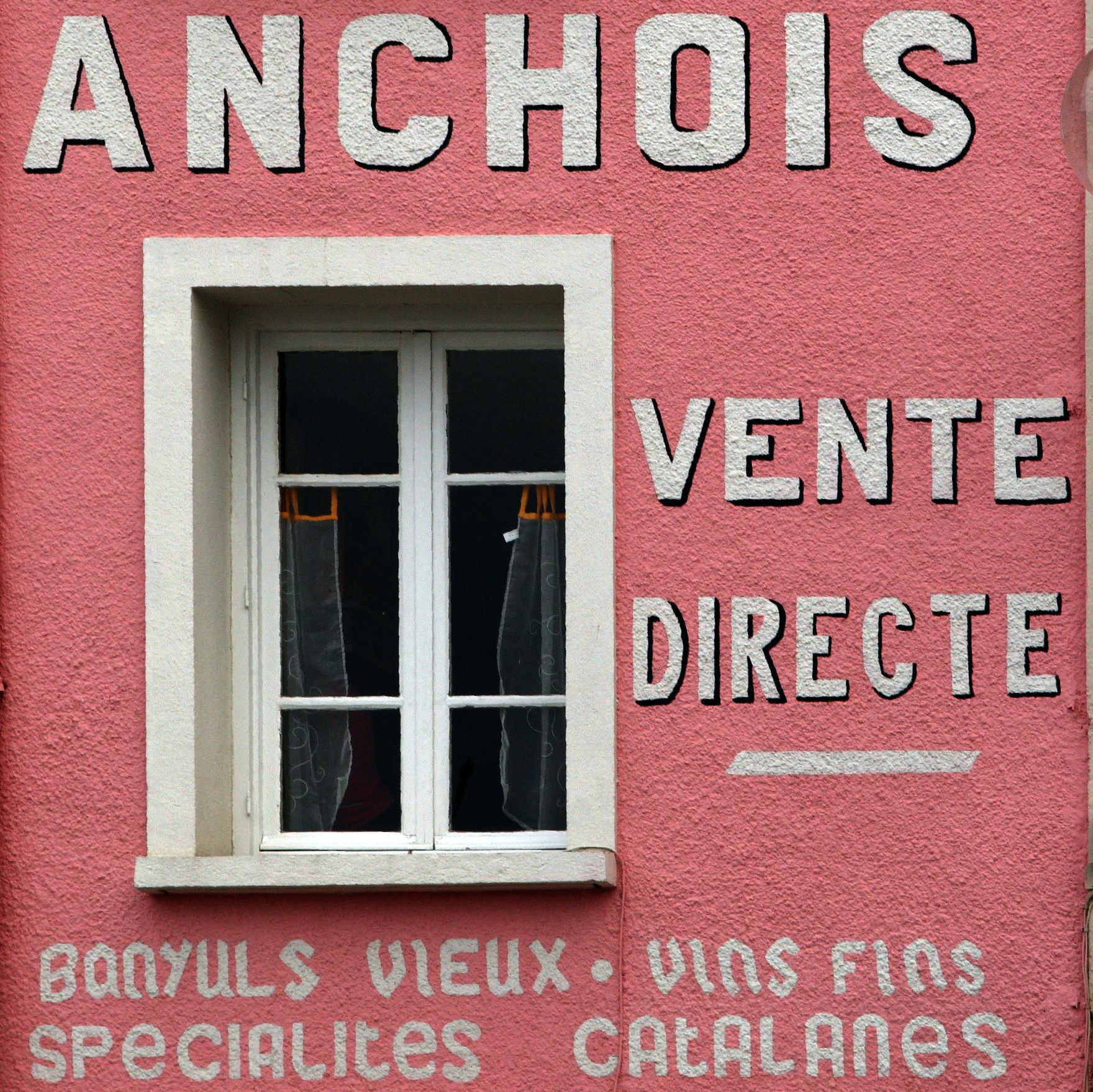
Publicité pour des anchois sur la façade d'une maison.

La taxe locale sur la publicité extérieure (TLPE) est un impôt indirect facultatif perçu au profit des communes françaises.

## Historique
La taxe locale sur la publicité extérieure a été instituée par l'article 171 de la loi n°2008-776 du 4 août 2008 de modernisation de l'économie. Dans un souci de simplification et de plus grande lisibilité de la fiscalité locale, la TLPE remplace trois taxes locales sur la publicité : la taxe sur la publicité frappant les affiches, réclames et enseignes lumineuses (TSA) ; la taxe sur les emplacements publicitaires fixes (TSE) et la taxe sur les véhicules publicitaires. La taxe est codifiée dans l'article L.2333-6 du code général des collectivités territoriales.

## Caractéristiques

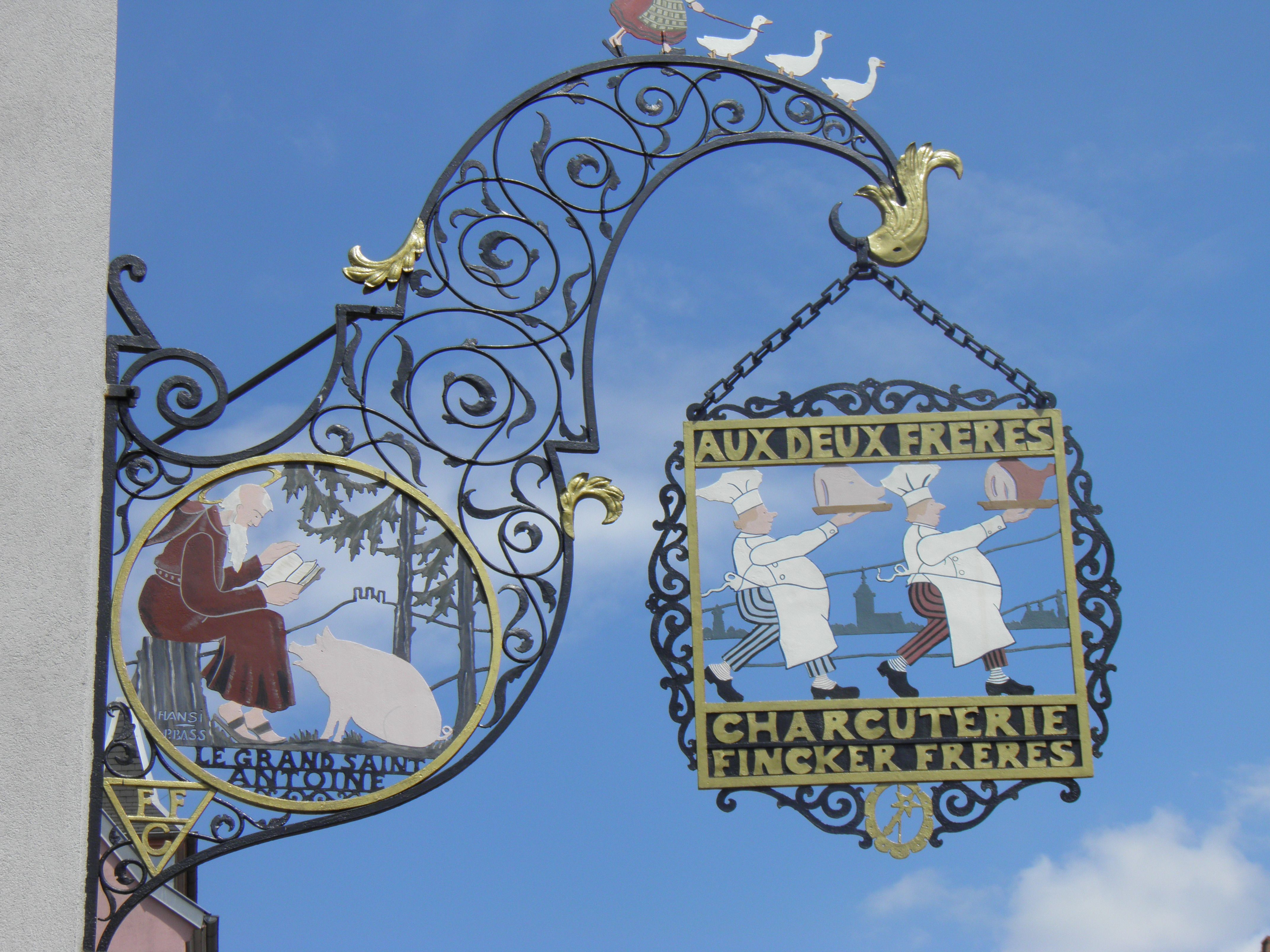
Enseigne de magasin.

### Redevables
La TLPE frappe les supports publicitaires fixes, visibles de toute voie ouverte à la circulation publique :
- Les dispositifs publicitaires ;
- Les enseignes ;
- Les préenseignes.

La taxe est acquittée par l'exploitant du support, le propriétaire ou par celui dans l'intérêt duquel le support a été réalisé.
À noter que les supports publicitaires situés à l'intérieur d'un local, tels que les vitrines de magasins équipées d'écrans publicitaires, ne sont pas soumis à la taxe.

### Rendement
Le produit de la TLPE est devenu très dynamique passant de 28,1 millions d'euros en 2007, à 54,5 millions d'euros en 2009, 99 millions d'euros en 2010, 153 millions d'euros en 2012 et 183 millions d'euros en 2018. La ville de Paris prévoit de récolter 9 millions d'euros en 2018
Ce qui amène la juriste, spécialiste du droit de l'environnement, Marianne Moliner-Dubost à dire que l'objectif de la TLPE n'est pas de dissuader (voir taxe pigouvienne) mais de rapporter de l'argent.

### Bénéficiaires

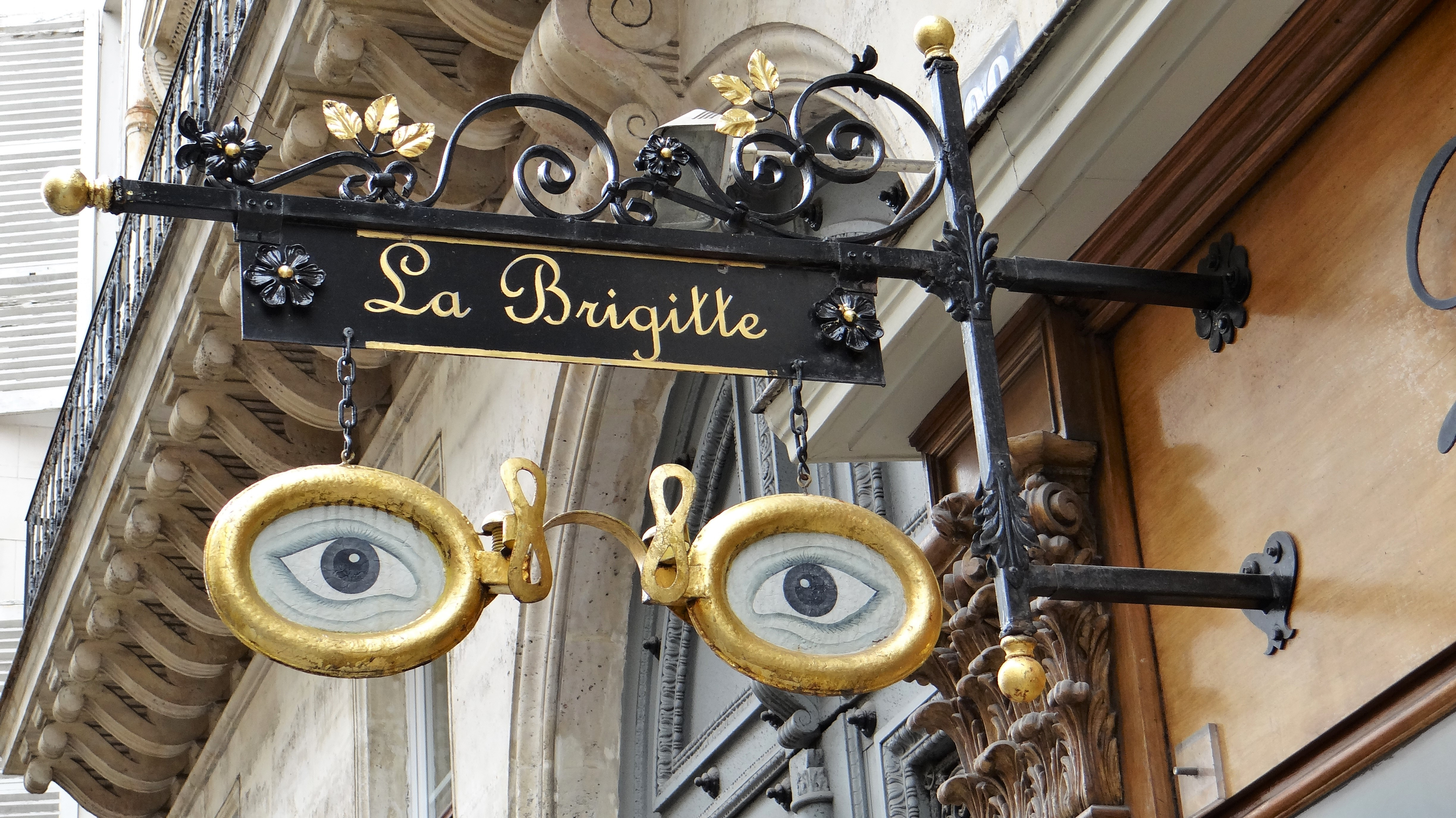
Enseigne d'un opticien.

L'année de sa mise en place, 2 022 communes ont perçu un produit de TLPE.
Selon le Conseil des prélèvements obligatoires, en 2012, plus de 2 700 communes avaient institué la TLPE.